# Sergio Fernández González
Sergio Fernández González (Avilés, Asturias, España, 23 de mayo de 1977) es un exfutbolista español que jugaba como defensa.

## Trayectoria
Se formó en la cantera del Real Sporting de Gijón y debutó con el primer equipo en la jornada 20 de la temporada 1995-96, disputada en El Molinón ante la U. D. Salamanca. Esa misma campaña hizo dos apariciones más con el Sporting: una, en Copa del Rey contra el C. D. Numancia de Soria y, la otra, en Liga ante el C. D. Tenerife. A partir de la temporada 1996-97 pasó a formar parte de la primera plantilla del equipo rojiblanco y, en 1998, tras sufrir un descenso a Segunda División, fue traspasado al R. C. Celta de Vigo a cambio de 3,6 millones de euros. Sin embargo, llegó a disputar otra temporada más como cedido en el Sporting en la categoría de plata.
En su primera campaña con el Celta, la 1999-2000, debutó en la Copa de la UEFA ante el F. C. Lausanne-Sport y alcanzó los cuartos de final, ronda en la que el equipo vigués fue eliminado por el Racing Club de Lens. Comenzó la siguiente temporada conquistando el título de campeón de la Copa Intertoto tras vencer al Zenit de San Petersburgo en la final de la competición. Sin embargo, una lesión en la rodilla lo tuvo apartado de los terrenos de juego durante nueve meses y no llegó a disputar ningún minuto en toda la campaña 2000-01. En la temporada 2002-03 consiguió la clasificación para la Liga de Campeones tras finalizar la Liga en cuarta posición, aunque Sergio sólo pudo participar en trece encuentros. Su debut en el torneo europeo se produjo en el partido de vuelta de la tercera ronda de clasificación, ante el S. K. Slavia Praga, y llegó a alcanzar los octavos de final, momento en que fueron eliminados por el Arsenal F. C. Además, Sergio vivió esa temporada el segundo descenso de su carrera tras caer derrotados en Balaídos ante el R. C. D. Mallorca en el último encuentro de Liga. No obstante, el conjunto gallego consiguió recuperar la categoría perdida en la campaña 2004-05.
En julio de 2006, tras finalizar su contrato con el Celta, fichó por el Real Zaragoza. Durante su estancia en el conjunto maño, pasó por situaciones contrapuestas: en la campaña 2006-07 el Zaragoza se clasificó para disputar la Copa de la UEFA después de terminar la Liga en sexta posición; sin embargo, en la siguiente perdió la categoría. En los comienzos de la temporada 2008-09, un conflicto con el técnico Marcelino García Toral motivó su salida del club y fue traspasado al C. A. Osasuna, equipo en el que permaneció hasta que expiró su contrato al término de la campaña 2011-12. El 20 de junio de 2012 se confirmó su regreso a Gijón, al Real Sporting de Gijón, club donde se formó, para la temporada 2012-13. Sin embargo, el 21 de octubre, tras varias lesiones que solo le permitieron disputar el encuentro de la primera jornada, se hizo oficial su abandono del fútbol profesional.

## Selección nacional
Fue internacional con la selección de fútbol sub-21 de España en doce ocasiones.

## Clubes
| Club                       | País   | Año       |
| -------------------------- | ------ | --------- |
| Real Sporting de Gijón "B" | España | 1994-1996 |
| Real Sporting de Gijón     | España | 1996-1999 |
| R. C. Celta de Vigo        | España | 1999-2006 |
| Real Zaragoza              | España | 2006-2008 |
| C. A. Osasuna              | España | 2008-2012 |
| Real Sporting de Gijón     | España | 2012      |

## Palmarés

### Copas internacionales
| Título         | Club                | País                                  | Año  |
| -------------- | ------------------- | ------------------------------------- | ---- |
| Copa Intertoto | R. C. Celta de Vigo | Vigo (España) San Petersburgo (Rusia) | 2000 |